# Linh vật Giải vô địch bóng đá châu Âu
Mỗi kỳ giải vô địch bóng đá châu Âu kể từ năm 1960 tại Pháp đều lấy hình ảnh một vật riêng làm đại diện cho mình, gọi là linh vật (tiếng Anh: mascot). Mỗi linh vật là một biểu tượng vui, thể hiện rõ nét văn hóa của đất nước đăng cai và tính chất bóng đá thời kỳ đó. Nhưng phải đến năm 1980, euro đã có linh vật đầu tiên.
| Năm  | Chủ nhà                | Linh vật        | Mô tả |
| 1980 | Italia                 | Pinocchio       | Chú bé người gỗ Pinocchio được chọn làm linh vật của Euro 1980, được tổ chức tại Italia. |
| 1984 | Pháp                   | Peno            | Chú gà trống mặc áo đội tuyển Pháp, là linh vật của Euro 1984 tại đất nước hình lục lăng. |
| 1988 | Cộng hòa Liên bang Đức | Berni           | Chú thỏ Berni mặc một bộ trang phục có màu sắc của quốc kỳ Đức với áo thi đấu bóng đá màu đen có chữ UEFA ở phía trước, quần đùi bóng đá màu đỏ và tất màu vàng hoặc vàng cùng với đầu và dây đeo cổ tay màu trắng . Chủ yếu được mô tả khi chú đang nhảy và điều khiển một quả bóng đá. |
| 1996 | Anh                    | Goaliath        | Goaliath được thiết kế trong một thời trang tương tự với bản gốc linh vật World Cup từ World Cup năm 1996 tên là Willie. Goliath bao gồm một chú sư tử, hình ảnh trên huy hiệu của các đội tuyển bóng đá Anh , mặc quần áo bóng đá Anh và đi ủng bóng đá trong khi ôm một quả bóng đá dưới cánh tay phải của mình. |
| 2000 | Hà Lan & Bỉ            | Benelucky       | Benelucky là sư tử có đuôi của quỷ và bàn tay của con người. Đầu sư tử xuất hiện trên quốc huy của liên đoàn quốc gia Hà Lan , và đội tuyển quốc gia Bỉ trong lịch sử có biệt danh là "Quỷ đỏ". Cái tên Benelucky là từ ghép của " Benelux ", thuật ngữ chỉ 3 quốc gia Bỉ , Hà Lan và Luxembourg , và phần cuối là "-lucky" chúc các đội tham gia "may mắn". Nó đi ủng bóng đá và cầm một quả bóng đá dưới cánh tay trái. Một trong những đặc điểm nổi bật nhất của Benelucky là bờm sư tử nhiều màu kết hợp màu sắc của cả quốc kỳ Bỉ và Hà Lan. |
| 2004 | Bồ Đào Nha             | Kinas           | Một phiên bản hoạt hình của một cậu bé mặc quần áo bóng đá ở Bồ Đào Nha . Tên của linh vật, Kinas, được lấy từ " Bandeira das Quinas ", là tên cho quốc kỳ của Bồ Đào Nha |
| 2008 | Áo & Thụy Sĩ           | Trix & Flix     | Trix & Flix là 2 linh vật chính thức của Euro 2008. |
| 2012 | Ba Lan & Ukraina       | Slavek & Slavko | Slavek & Slavko là linh vật chính thức của Euro 2012. Họ là một cặp song sinh và đại diện cho các cầu thủ Ba Lan và Ukraina trong màu áo tương ứng với màu quốc kỳ của hai nước. Bộ đôi linh vật được công bố vào tháng 12 năm 2010. Tương tự như cặp song sinh Trix và Flix tại Euro 2008, hai cái tên Slavek và Slavko được lựa chọn qua một cuộc bỏ phiếu trên website, vượt qua những cái tên khác như "Siemko và Strimko", "Klemek và Ladko". Slavek và Slavko được thiết kế bởi hãng Warner Bros.                                           |
| 2016 | Pháp                   | Super Victor    | Chú bé trong bộ quần áo thi đấu của đội tuyển bóng đá quốc gia Pháp, với chiếc áo choàng màu đỏ ở phía sau, để lặp lại màu cờ xanh, trắng, đỏ. Các tên khác được coi là Dribblou và Goalix. Áo choàng, ủng và quả bóng được cho là siêu năng lực của chú bé. |
| 2020 | 11 nước châu Âu        | Skillzy         | Một nhân vật lấy cảm hứng từ bóng đá tự do, bóng đá đường phố và văn hóa panna. |